# بياتريس فيالي
بياتريس فيالي (بالإنجليزية: Béatrice Vialle)‏ (من مواليد 4 أغسطس 1961 في  بورجيز) وهي طيارة فرنسية وواحدة من مستخدمي كونكورد  الإناث وأول طيارة فرنسية على طائرة رحلات أسرع من الصوت.

## حياتها
تخرجت من المدرسة الوطنية للطيران المدني (جامعة الطيران المدني الفرنسية ؛ سميت باسم «طيار النقل» 1981) ، وبدأت حياتها المهنية في الخطوط الجوية، وحلقت بطائرة إمبراير اي إم بي 110 بانديرانتي. انتقلت إلى شركة الخطوط الجوية الفرنسية  في عام 1985 ، حيث طارت بطائرة إيرباص إيه 320 وبوينغ 747 قبل أن تصبح مؤهلة لقيادة كونكورد ، في 24 يوليو 2000.
قامت برحلتها التجارية الأولى في 19 نوفمبر 2001 ، وهكذا أصبحت واحدة من أولى الطيارين الإناث التي تقوم  كونكورد (مع البريطانية باربرا هارمر) وأول طيارة فرنسية على طائرة رحلات أسرع من الصوت. (كانت الفرنسية جاكلين أوريول هي أول امرأة تطير عبر كونكورد).  قامت فيالي بـ 45 رحلة عبر الطائرات الأسرع من الصوت من باريس إلى مدينة نيويورك و 3 رحلات فوق المحيط الأطلسي. بعد انتهاء رحلاتها في كونكورد (31 مايو 2003) ، أصبحت كابتن طائرة تحلق من طراز بوينغ 747-400.